# Guillaume I Cossard
Pour les articles homonymes, voir Cossard.
Ne pas confondre avec Guillaume II Cossard (1692-1761), son fils, également peintre.
Guillaume I Cossard, né le 21 juin 1663 à Troyes et mort le 18 mai 1716 dans la même ville, est un peintre français. Il est le père de Guillaume II Cossard.

## Biographie
Guillaume I Cossard est né le 21 juin 1663 à Troyes. Il est un élève des Boullognes. Il a peint des paysages et des peintures historiques,. L'Église Saint-Jean-du-Marché de Troyes a deux de ses toiles en ovale et celui qui est dans l'autel Notre-Dame-des-Vertus. Son fils est Guillaume II Cossard et son petit-fils est Pierre Cossard. Il est mort le 18 mai 1716 aveugle.